# ГОША РУБЧИНСКИЙ
ГОША РУБЧИНСКИЙ — бренд модной одежды, основанный российским дизайнером Гошей Рубчинским в 2008 году.  
Бренд получил известность благодаря сочетанию постсоветской эстетики, уличной культуры и спортивного стиля, отражающих дух российской молодежи. 

## Основание и ранние коллекции
Первая коллекция бренда, «Империя зла», была представлена в 2008 году на стадионе "Сокольники" в Москве. 
В показе участвовали друзья Рубчинского и молодые скейтеры, что подчеркнуло связь бренда с уличной культурой. 
В последующие годы бренд продолжил исследовать темы постсоветской молодежи и субкультур, представив коллекции "Растем и развиваемся" и "Восход не за горами".

## Сотрудничество с Comme des Garçons
В 2012 году Рубчинский начал сотрудничество с японским модным домом Comme des Garçons. Президент компании, Адриан Джоффе, взял на себя производство, продажи и маркетинг бренда Gosha Rubchinskiy, что позволило дизайнеру сосредоточиться на творческом процессе. Это партнерство способствовало росту международного признания бренда.

## Международное признание и коллаборации
Бренд Gosha Rubchinskiy стал известен своими сотрудничествами с мировыми марками. 
В 2016 году была представлена совместная коллекция с Fila, а также выпущен парфюм и фотокнига "Perfume Book". 
В 2017 году бренд начал сотрудничество с Burberry, представив коллекцию, сочетающую британскую классику с уличным стилем. 
В 2018 году были анонсированы коллаборации с Levi's и Dr. Martens, включающие переосмысленные классические модели этих брендов.

## Завершение сезонных коллекций и новые проекты
Последней сезонной коллекцией Рубчинского была коллекция осень-зима 2018-2019, показ которой прошел в Екатеринбурге в январе 2018 года в «Ельцин-Центре». 
В апреле 2018 года Рубчинский объявил о прекращении выпуска сезонных коллекций под своим именем, заявив о переходе к новым проектам. 
Впоследствии он запустил бренд GR-Uniforma, ориентированный на сочетание моды, искусства и музыки. 
В 2019 году GR-Uniforma представил совместную коллекцию с Diesel Red Tag во время Венецианской биеннале.

## Работа с YEEZY и возрождение бренда
В декабре 2023 года Рубчинский был назначен главным дизайнером мужской линии бренда YEEZY, основанного Канье Уэстом. 
Однако в феврале 2025 года сотрудничество было завершено, и дизайнер объявил о планах по возрождению собственного бренда ГОША РУБЧИНСКИЙ.